# Palaeochrysophanus leonhardi
Palaeochrysophanus leonhardi är en fjärilsart som beskrevs av Hans Fruhstorfer 1930. Palaeochrysophanus leonhardi ingår i släktet Palaeochrysophanus och familjen juvelvingar. Inga underarter finns listade i Catalogue of Life.